# Monastère de Blagnac
Le monastère de Notre-Dame-des-sept-Douleurs de Blagnac devenu monastère de Notre-Dame-des-sept-Douleurs et de Sainte-Catherine-de-Sienne est une maison religieuse située à Blagnac, dans la banlieue de Toulouse.
Elle fut fondée au XIXe siècle autour d'un château construit au XVIIe siècle. Après avoir été une maison des Trappistines, puis des Dominicaines, elle est aujourd'hui confiée à la Communauté des Béatitudes.

## Les lieux
Le monastère se compose d'un imposant bâtiment conventuel et d'une église du XIXe siècle (consacrée le 18 août 1862), et d'un château du XVIIe siècle, ainsi que de dépendances des XVIIe et XIXe siècles, qui composent le monastère des Dominicaines.

## Histoire

### Le château originel
Jean d'Aldeguier, issu d’une famille noble de Millau, grand trésorier de la généralité de Toulouse, achète les terres qui lui valent le titre de baron ; il y construit un nouveau château au milieu du XVIIe siècle. Passé aux mains de différents propriétaires issus de la haute bourgeoisie et de la noblesse toulousaine, il est finalement vendu en 1748 à Gaspard de Maniban, premier président au parlement de Toulouse. Ce dernier, désireux d’en faire une demeure confortable, entreprend des travaux d’aménagements coûteux.
En 1810, le château et ses dépendances sont vendus au général d'Empire Jean Dominique Compans qui s’y installe. Il y meurt en 1845. Suit un temps où le château sert de cadre à des fêtes galantes, ce qui aboutit finalement à l’expropriation forcée des nouveaux propriétaires.

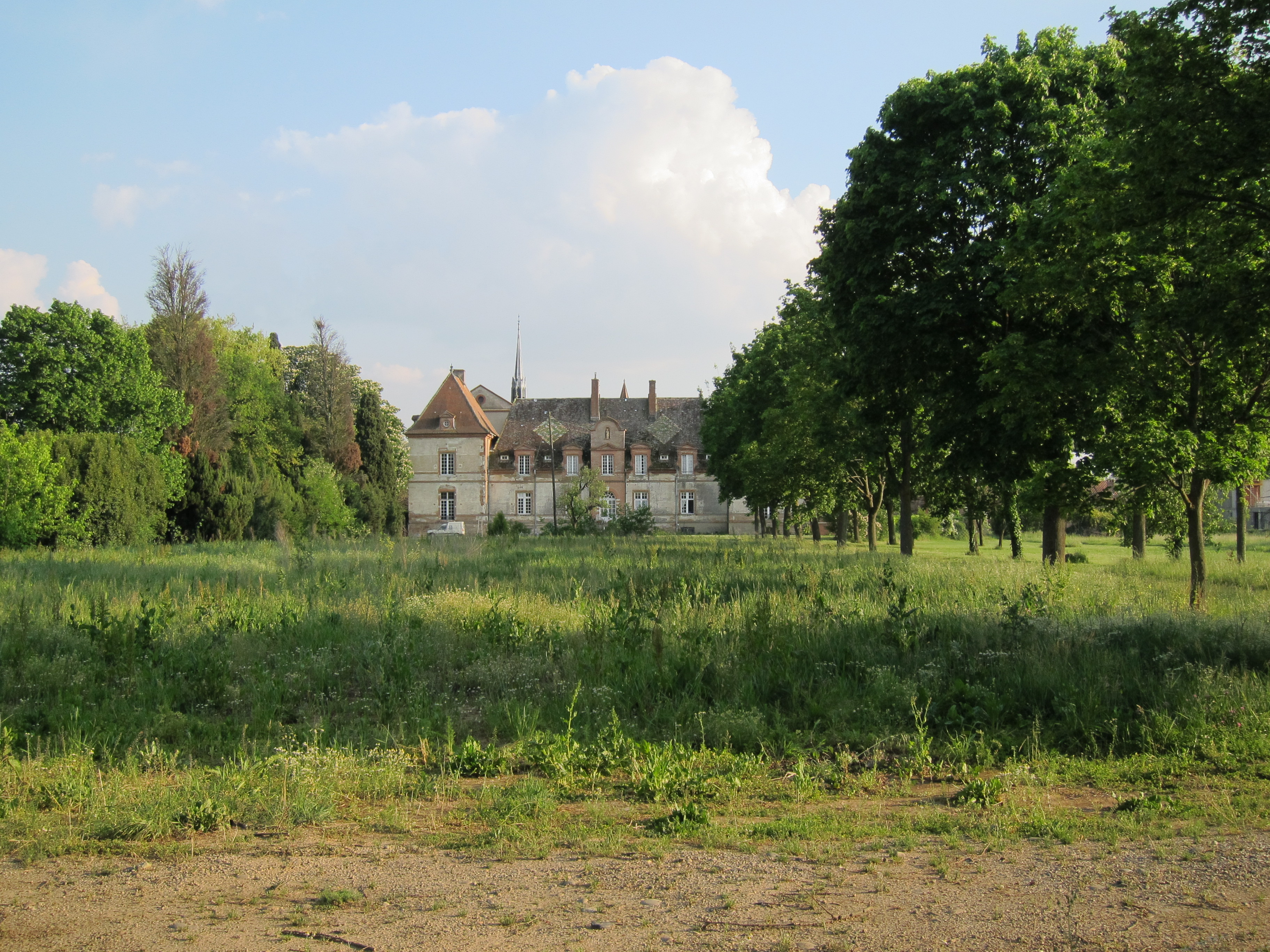
Le château du XVIIe siècle, partie septentrionale du monastère
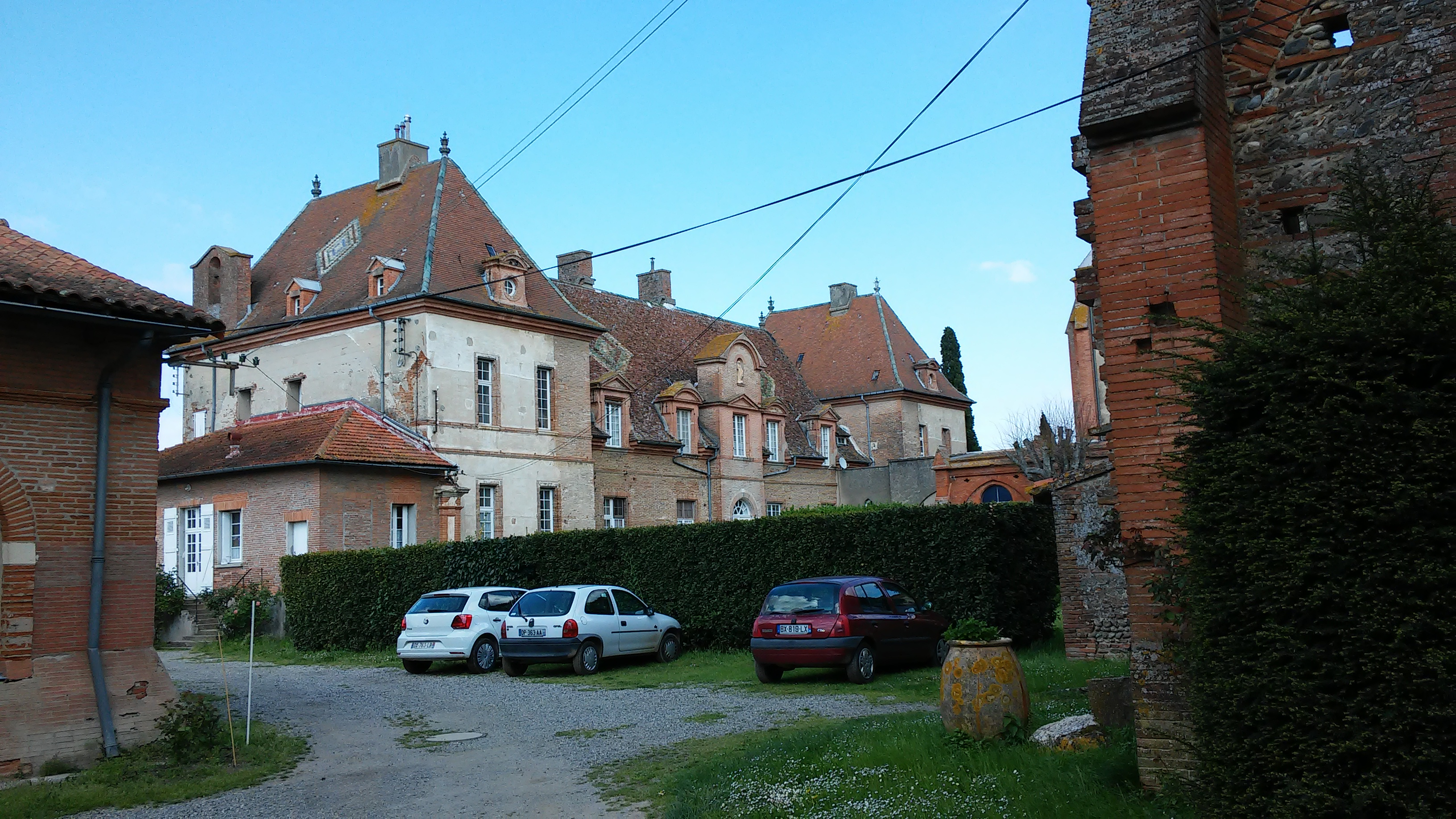
Ancien château, actuellement inclus dans le couvent.

### Transformation en monastère: l'arrivée des Trappistines²
Le château est acheté en 1852 par les Trappistines, venues de l’abbaye de Maubec (Drôme).
Entre 1860 et 1862, elles construisent l’église, puis les bâtiments conventuels entre l'église et le château; commencés en 1862, ils ne furent jamais achevés.

### Un hôpital militaire

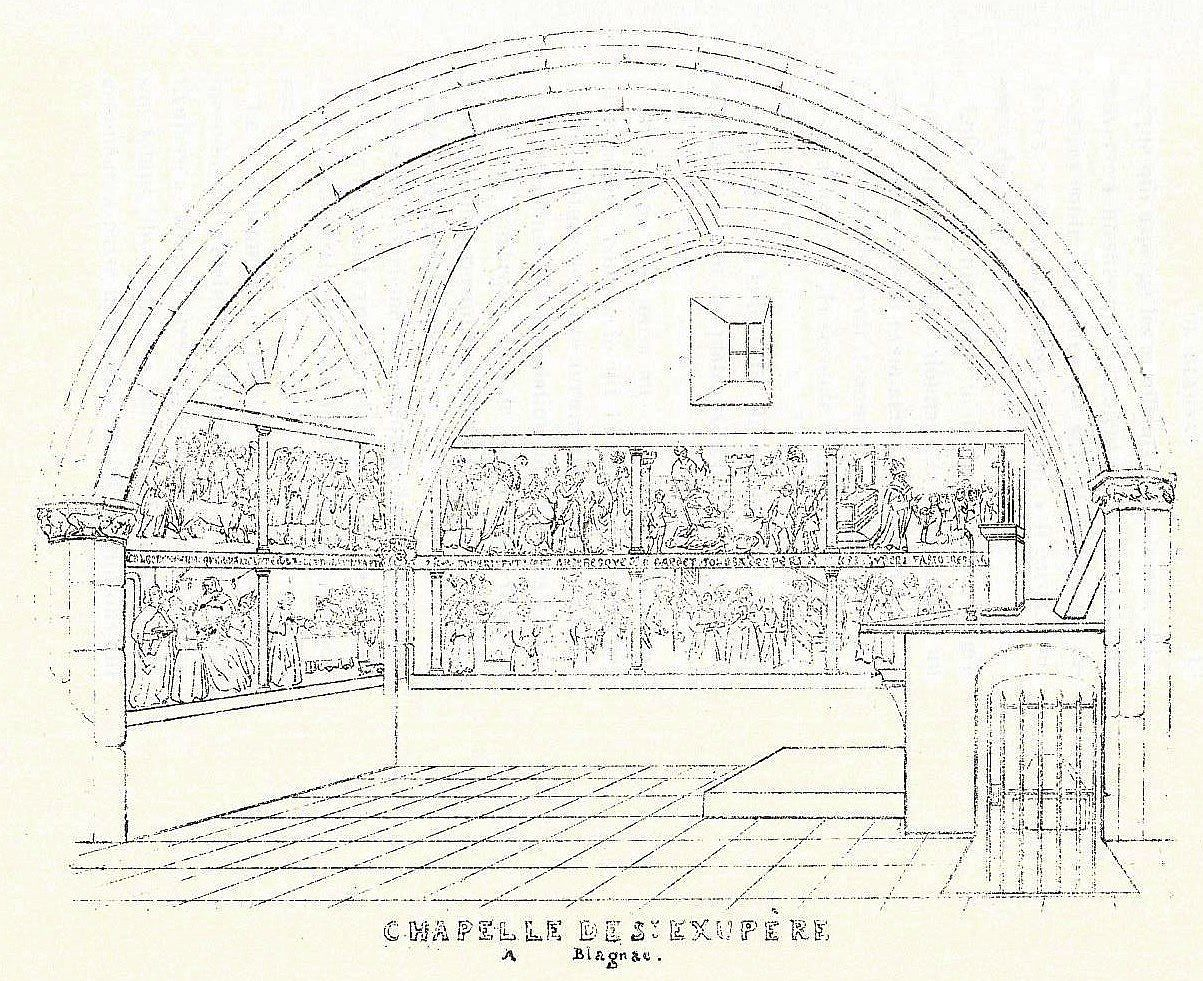
La chapelle Saint-Exupère en 1875, au monastère Sainte Catherine de Sienne.

En 1870, les sœurs recueillirent dans une dépendance du monastère, la maison des retraitants appelée Saint-Clément, des blessés français qu’elles soignaient elles-mêmes. Dans une maisonnette située le long de la route de Blagnac, appelée maison Saint-Joseph — ancienne forge de l’armée, les sœurs ouvrirent une école gratuite pour les petites filles de Blagnac en 1854 ; elle s’écroula de vétusté en 1859. L’école fut transférée à Saint-Benoît, grand bâtiment qui servait autrefois de caserne et que les sœurs venaient d’acheter. En 1866, une école payante fut ouverte. L’école fut fermée vers 1881, car les sœurs de Nevers avaient envoyé quelques sœurs ouvrir une école à Blagnac.
La salle capitulaire devint « hôpital temporaire no 3 bis » pendant la guerre de 1914-1918. Les cisterciennes reçurent d’abord des blessés, puis des malades annamites.

### Le départ des trappistines et l'arrivée des dominicaines
S’accommodant mal de l’urbanisation croissante de Blagnac, les Trappistines décident de quitter le domaine en 1938 pour aller en Gironde. Une communauté de Dominicaines les remplace à partir de 1939.
Durant la Seconde Guerre mondiale, le 19 juillet 1943, l’hôtellerie du monastère est réquisitionnée pour être occupée par deux cents soldats allemands appartenant aux troupes au sol de la Luftwaffe. Ils resteront jusqu'au 18 août 1944. Les F.F.I. leur succédèrent jusqu'à l'automne 1945. Le domaine est endommagé, surtout les vitres et les vitraux.
Après la guerre, des travaux de rénovation sont entrepris. En 1946 les moniales passent commande à Louis Mazetier, célèbre peintre verrier qui réalise fresques vitraux, et mobilier de l'église.
Depuis les années 1950, le monastère a varié ses activités : reliure, moulage de statues, tricotage, puis pâtes alimentaires. Une pension de famille fut ensuite transformée maison de retraite, afin d’assurer la survie matérielle de la communauté.
Depuis 1987, les dominicaines partagent la tranquillité du site avec la communauté des Béatitudes.

### L’église conventionnelle Notre-Dame-des-Sept-Douleurs et de Sainte-Catherine-de-Sienne
C'est un grand édifice de style néogothique en forme de L. Les peintures murales du chœur et de la nef des fidèles, l’ensemble des vitraux ainsi que l'église sont classés à l'inventaire des monuments historiques depuis le 30 avril 2001.

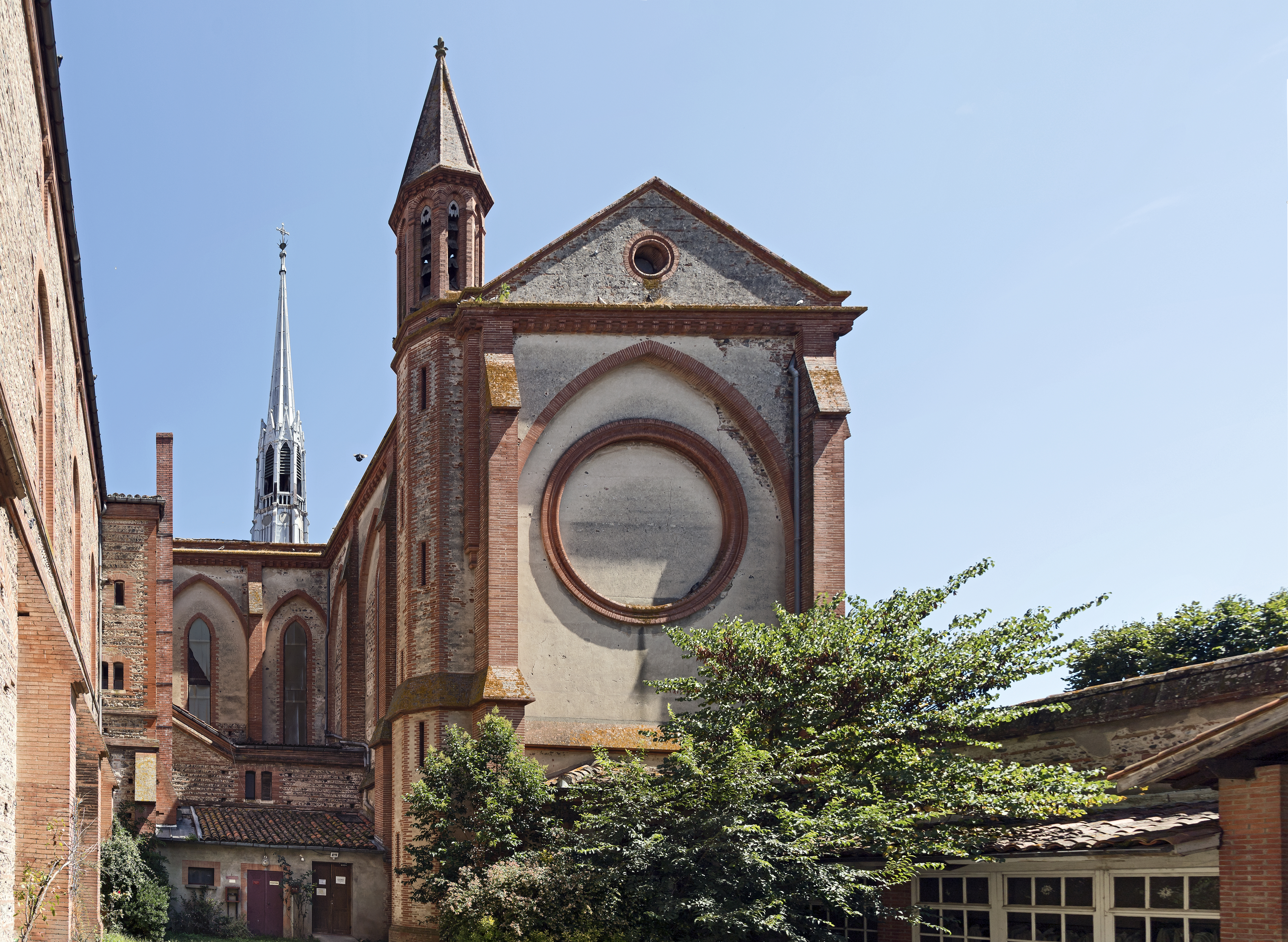
L'église
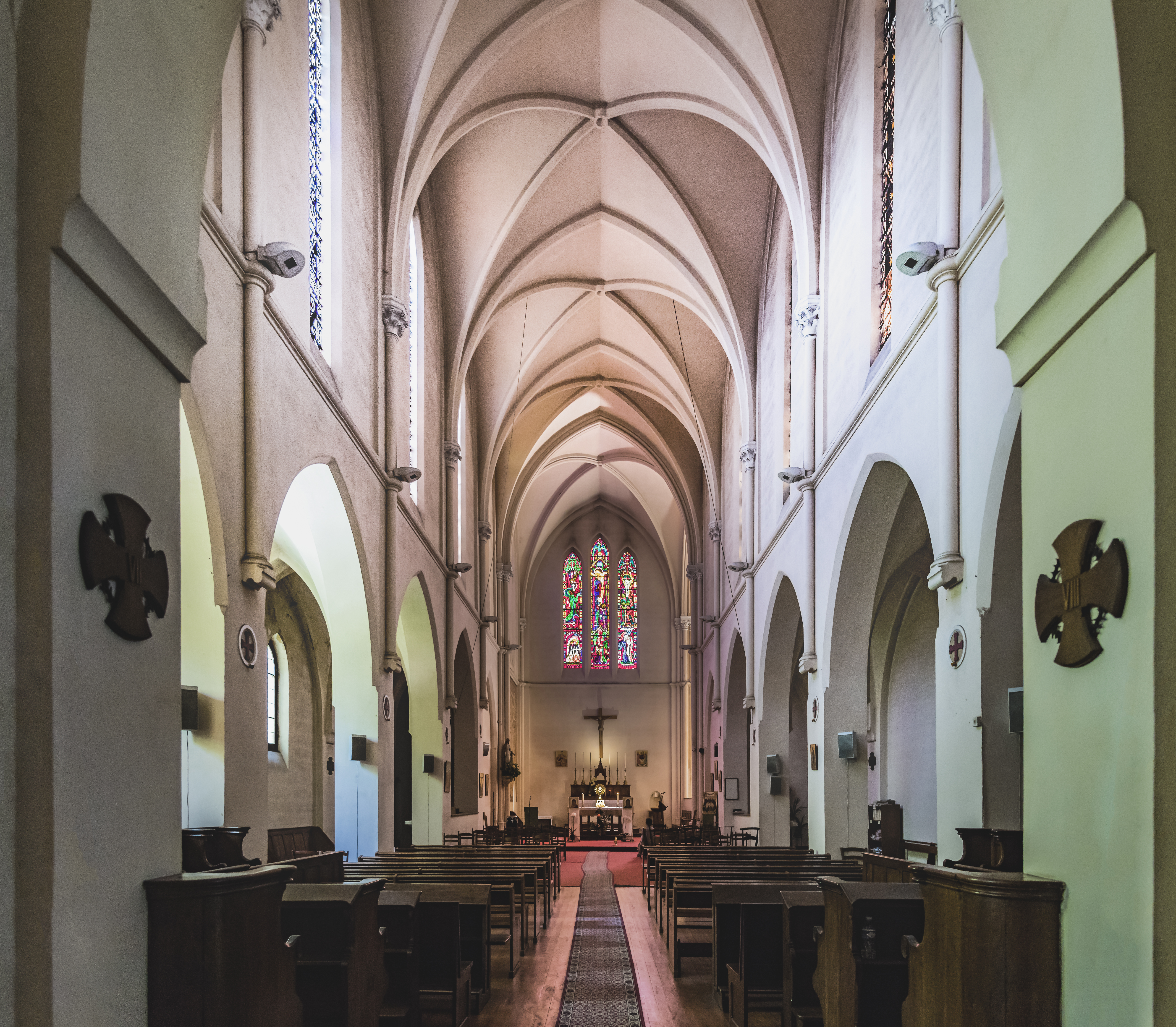
La nef et le choeur
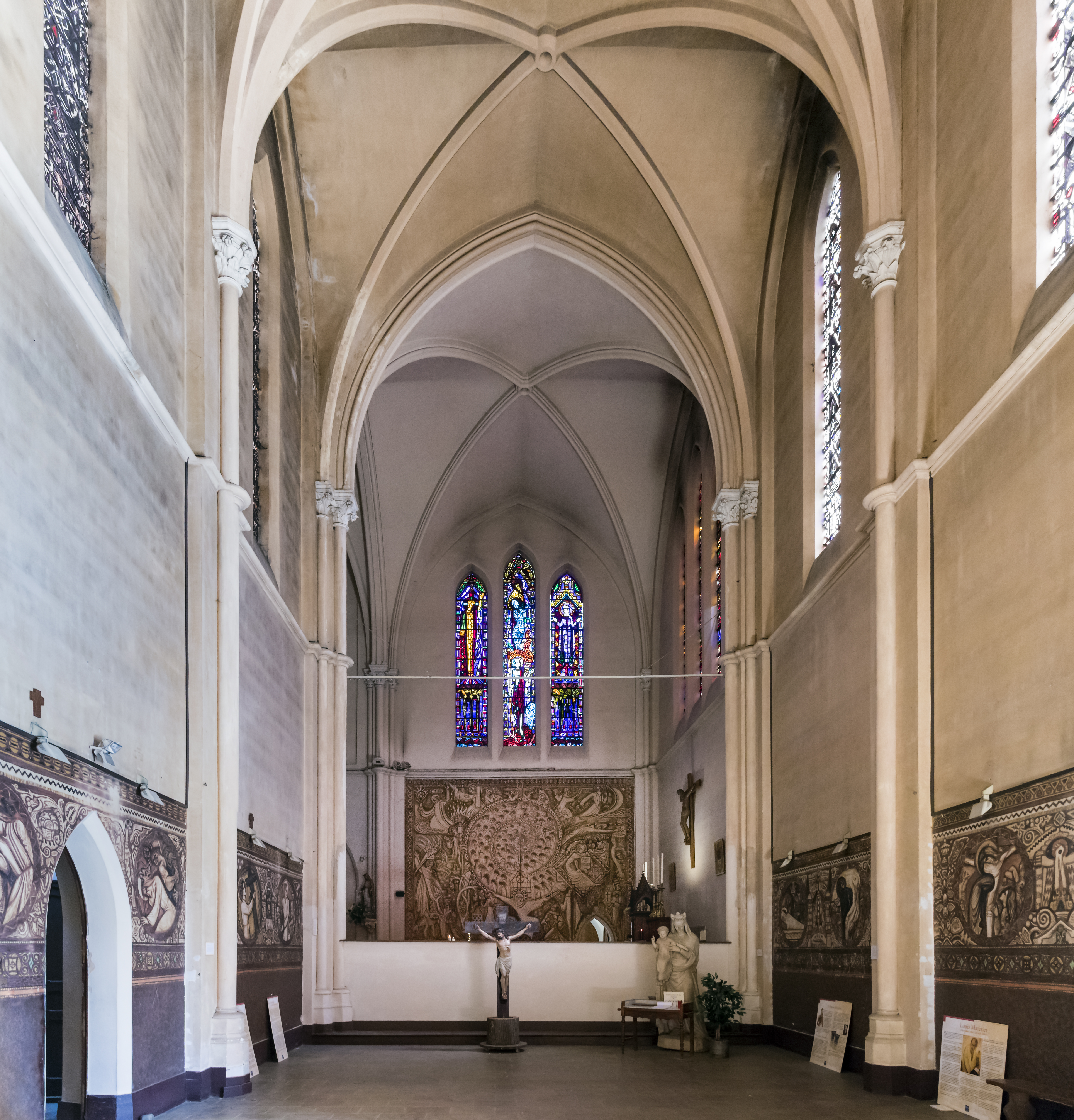
Chapelle du Chemin de Croix